# Christian Schmidt (Intendant)
Christian Schmidt (* 1. Dezember 1957 in Görlitz; † 22. April 2023) war ein deutscher Theater- und Opernregisseur sowie Intendant.

## Leben
Schmidt besuchte ab 1973 die Spezialschule für Musik der Hochschule für Musik „Hanns Eisler“ Berlin, heute das Musikgymnasium Carl Philipp Emanuel Bach. Ab 1977 studierte er dann an der dortigen Hochschule für Musik „Hanns Eisler“. Er begann mit dem Fach Gesang und belegte von 1978 bis 1983 das Fach Opernregie. Als Diplomarbeit inszenierte er an den Städtischen Bühnen in Magdeburg die komische Oper Der Liebestrank von Gaetano Donizetti.
Sein Berufsleben begann Schmidt als Regieassistent an der Sächsischen Staatsoper Dresden. 1987 wechselte er als Spielleiter an die Landesbühnen Sachsen in Radebeul, ab September 1991 (seit Oktober 1990 bereits kommissarisch) übernahm er am zweitgrößten Reisetheater Deutschlands auch die Leitung als Intendant, womit er damals der jüngste Intendant Deutschlands war. Obwohl sein Vertrag noch bis 2013 verlängert war, legte er 2011 wegen der Veränderungen der Landesbühnen zum „Mobilen Theater für Sachsen“ ohne eigenes Orchester als wohl dienstältester Intendant eines staatlichen Theaters in Deutschland sein Amt nieder und wurde durch Manuel Schöbel ersetzt.
Als Vorsitzender der Landesbühnengruppe im Deutschen Bühnenverein gehörte Schmidt zum Präsidium des Bühnenvereins.